# جوبو

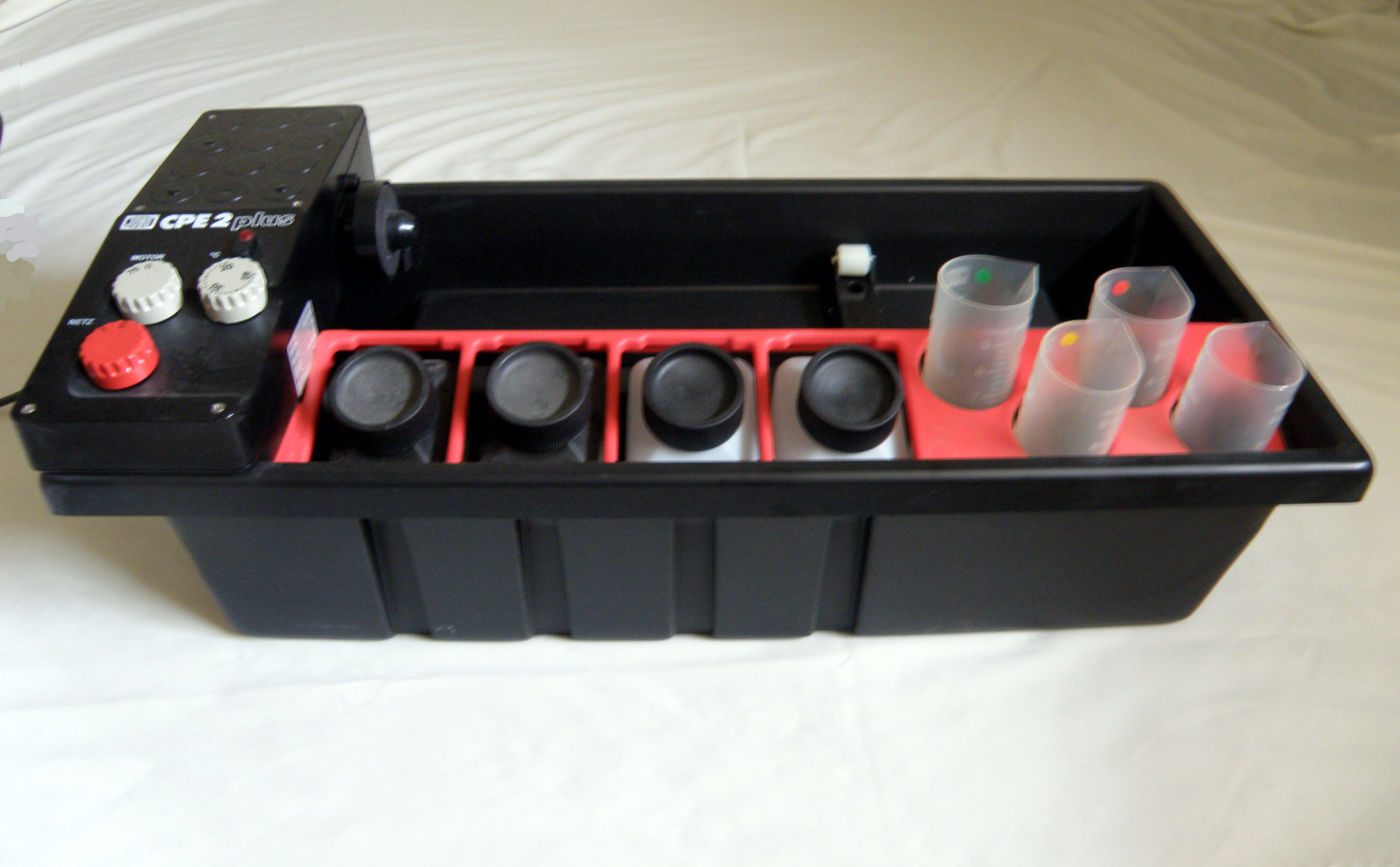
سیستم ظهور چرخان جوبو سی‌پی تو پلاس

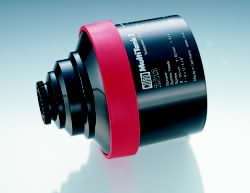
یک تانک ظهور فیلم جوبو

جوبو، یک شرکت آلمانی تولید کننده تجهیزات آزمایشگاهی در زمینه عکاسی آنالوگ و دیجیتال است که در سال ۱۹۲۳ در محل Gummersbach-Derschlag تأسیس شده‌است.
گفته می‌شود در آمد این شرکت در ماه مه ۲۰۰۶ بالغ بر هشت میلیون یورو بوده‌است. این شرکت در Gummersbach و ایالات متحده در دوران اوج خود، بیش از ۱۰۰ کارمند داشت. اما حالا با کاهش ۳۰٪ نیروی انسانی بکار خود ادامه می‌دهد.

## تولیدات
مهم‌ترین محصول این شرکت تانک‌های ظهور فیلم و کاغذ می‌باشد.

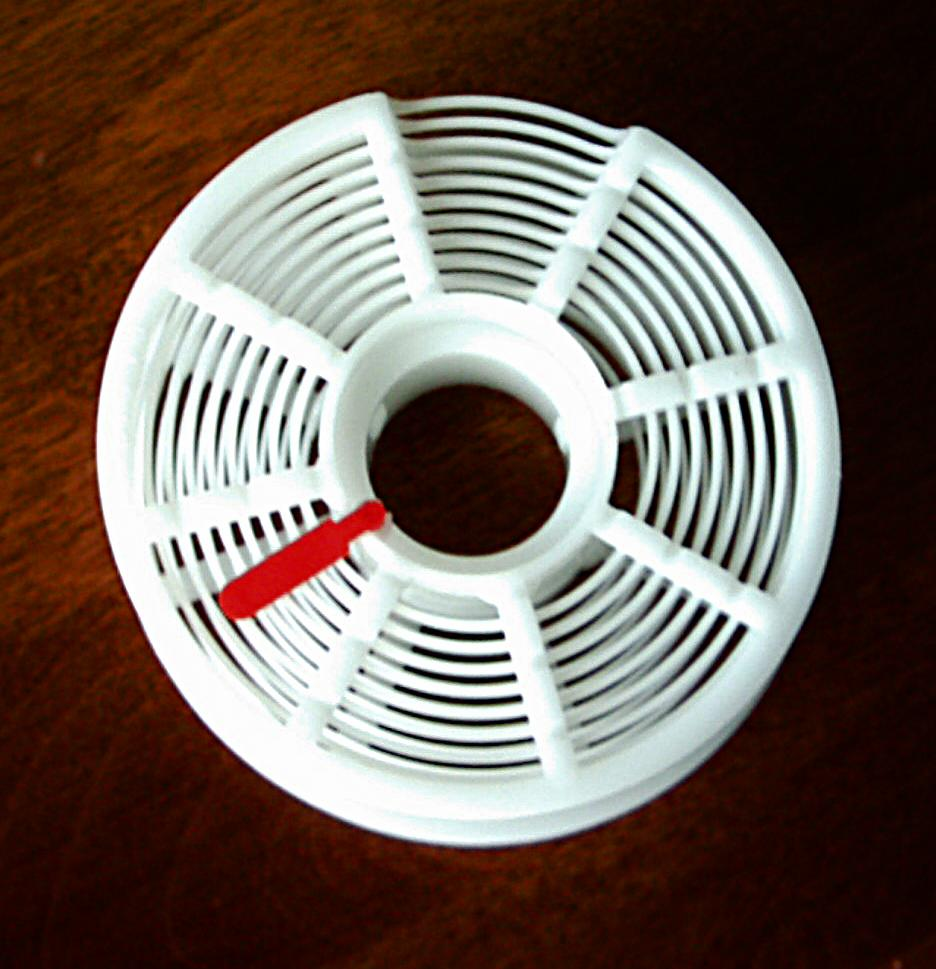
ریل فیلم